# Karl Wilhelm von Heideck

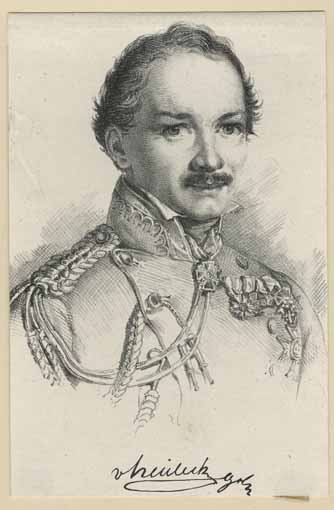
Karl Wilhelm von Heideck

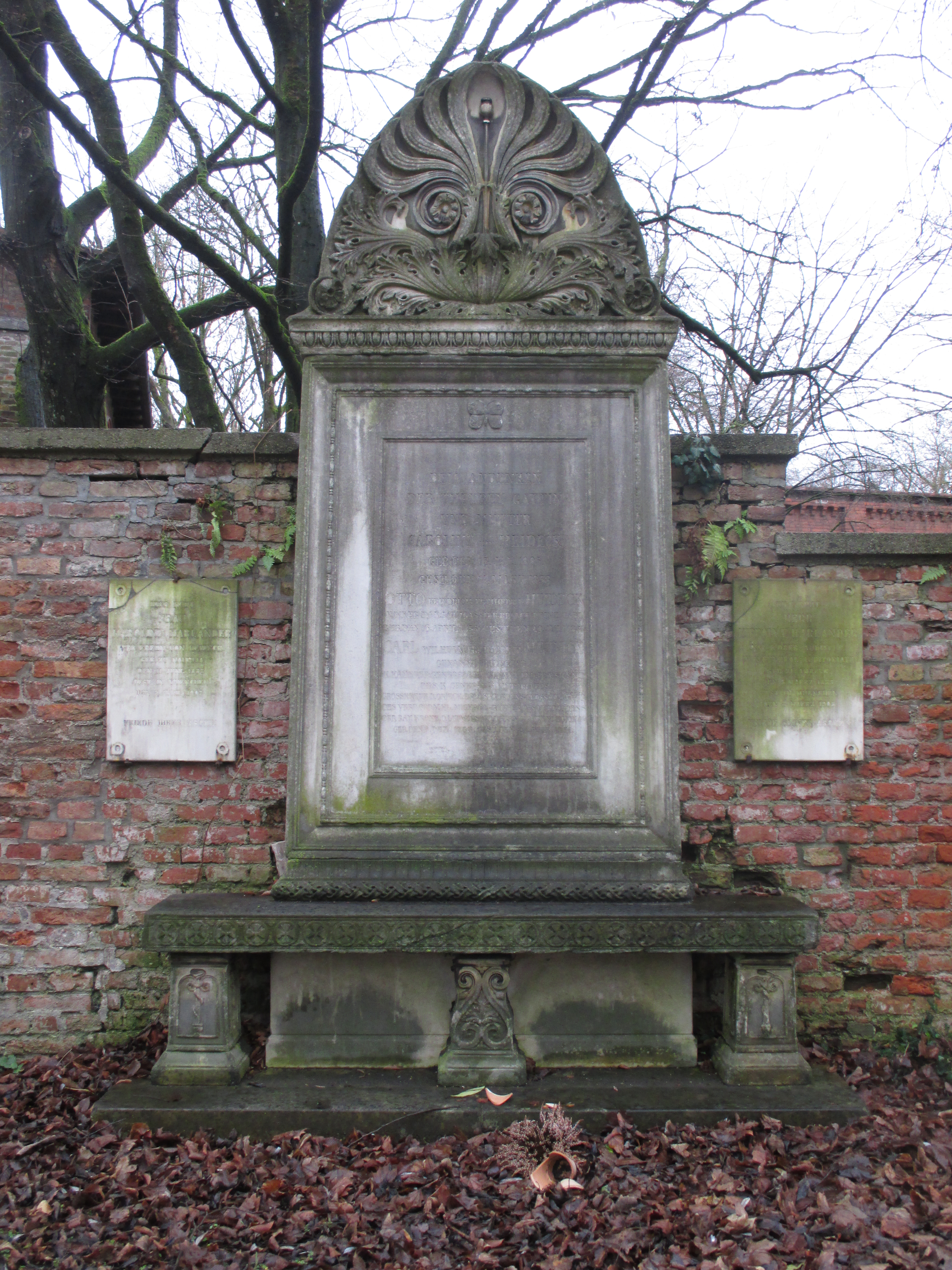
Grab von Karl Heideck auf dem Alten Südlichen Friedhof in München

Karl Wilhelm Freiherr von Heideck, genannt Heidegger, (* 6. Dezember 1788 in Saaralben in Lothringen, Département Moselle; † 21. Februar 1861 in München) war ein deutscher Maler und General.

## Herkunft
Seine Eltern waren Hartmann Heidegger (* 1753/54), ein französischer Offizier und Amateurmaler und dessen Ehefrau Maria Wilhelmina Kärner. Sein Großvater Hartmann Heidegger (1677–1739) war Landvogt von Andelfingen sowie Miterwerber der Bodmerschen Druckerei (heute: Orell Füssli).

## Leben
Heideck, auch als Philhellene bekannt, erhielt in Zürich seine erste Ausbildung in der Kunstschule unter Johann Heinrich Meyer und K. Geßner, kam 1799 nach Zweibrücken und 1801 nach München, wo er die Militärakademie besuchte, zugleich aber seine Kunststudien fortsetzte.
1805 trat er in die bayrische Armee, wohnte den Feldzügen von 1805, 1806 und 1809 gegen Österreich, Preußen und Tirol bei und ging 1810 als Freiwilliger nach Spanien, von wo er 1813 zurückkehrte. An den Befreiungskriegen nahm er 1813 als Hauptmann mit. 1814 begleitete er als Major den damaligen bayrischen Kronprinzen und späteren König Ludwig nach England, war dann während des Wiener Kongress anwesend und 1816 Mitglied der Grenzberichtigungskommission in Salzburg.
1826 ging er als Oberstleutnant im Generalstab nach Griechenland und beteiligte sich 1827 an dem unglücklichen Versuch des Oberst Gordon, die Akropolis zu entsetzen. Anschließend kommandierte er im März desselben Jahrs das Geschwader, welches die Magazine auf Oropos zu zerstören bestimmt war. Später verlieh ihm die Nationalversammlung zu Damalas, heute Trizina, die griechische Staatsbürgerschaft. Präsident Ioannis Kapodistrias ernannte Heideck 1828 zum Kommandanten von Nauplia und bald darauf zum Militärgouverneur von Argos. In dieser schwierigen Stellung leistete Heideck Außerordentliches und legte Magazine, Zeughäuser, Hospitäler etc. an. Gesundheitsrücksichten nötigten ihn, im August 1829 um seine Entlassung einzukommen.
Er kehrte nach München zurück und trat hier mit dem Rang eines Obersten wieder in die Bayerische Armee ein. Doch gehörten seine Mußestunden nach wie vor der Malerei; selbst in Fresko versuchte er sich mit Erfolg. Das Viergespann am Wagen des Helios in der Glyptothek ist von seiner Hand. 1832 wurde er zum Mitglied der Festungsbaukommission in Ingolstadt ernannt. Die Erhebung des Prinzen Otto von Bayern auf den griechischen Thron führte ihn abermals nach Griechenland. Er wurde nun zum Generalmajor und Mitglied der Regentschaft des griechischen Staats während der Minderjährigkeit des Königs Otto ernannt, in welcher Stellung er sich große Verdienste um die Organisation des Staats, namentlich des Militärwesens, erworben hat. Nach dem Eintritt der Volljährigkeit des Königs kehrte er wieder in seine frühere Stellung zurück. 1844 in den Freiherrnstand erhoben und dann zum Generalleutnant befördert, war er 1850 auch als Referent im bayerischen Kriegsministerium tätig.

## Grabstätte
Mit 72 Jahren starb Karl Wilhelm von Heideck am 21. Februar 1861 in München. Die Grabstätte von Heidecks, entworfen von dem  Architekten Eduard Metzger, befindet sich auf dem Alten Südlichen Friedhof in München (Alte Arkaden Platz 35 bei Gräberfeld 23) Standort.
Eine besondere Bedeutung kommt der Grabstätte Heidecks dadurch zu, dass sie als Interimsgrabstätte für Friedrich von Gärtner diente, bis die von Ludwig I. für Gärtner beauftragte Grabstätte in den Arkaden des Neuen Teils des Friedhofs, den Gärtner entworfen und geplant hatte, fertiggestellt war. Die Umbettung Gärtners erfolgte auf Befehl Ludwig I. am Tag der Einweihung des Neuen Teils des Friedhofs am 27. Februar 1850.

## Malerei

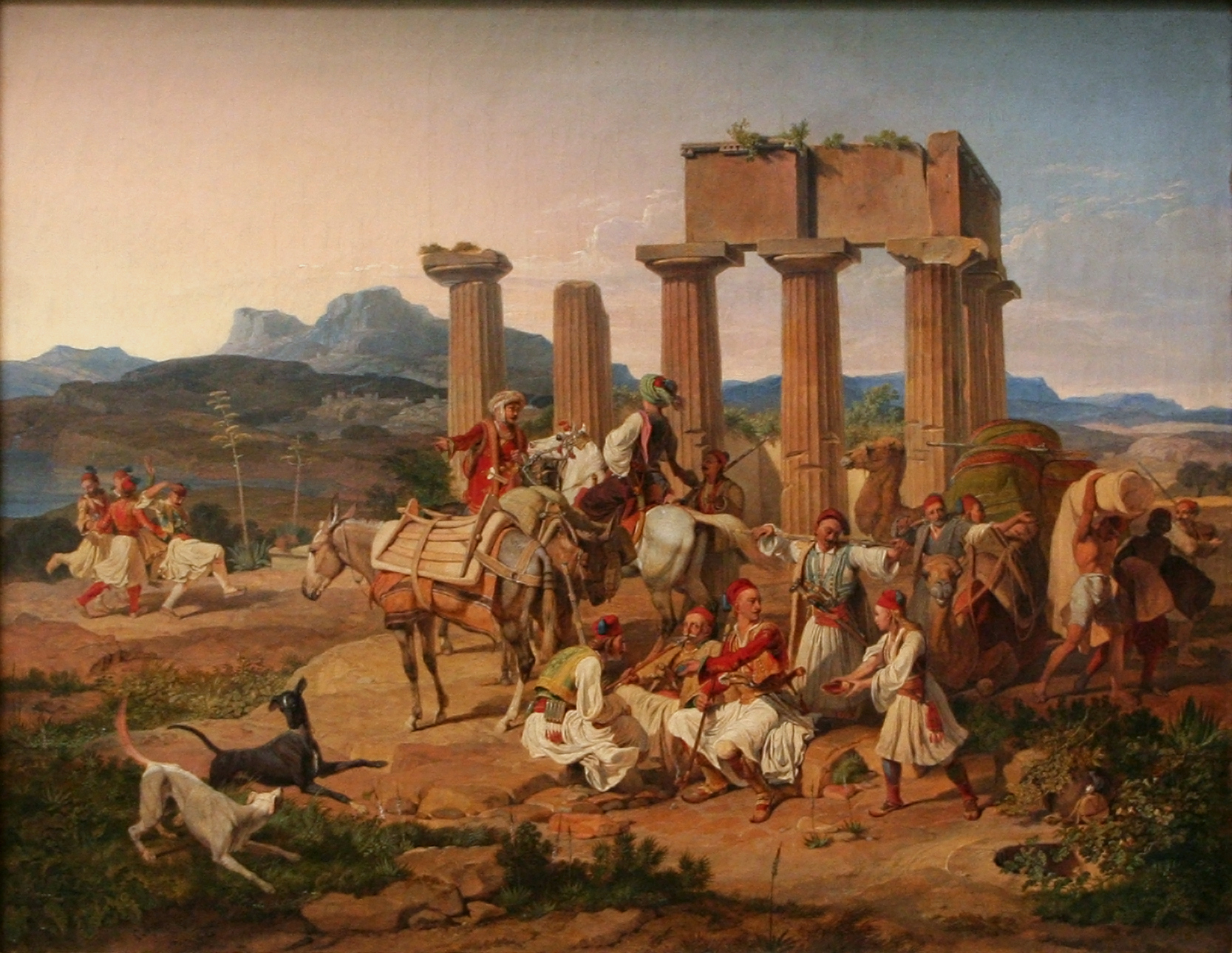
Karl Wilhelm von Heideck – Palikaren vor dem Tempel von Korinth

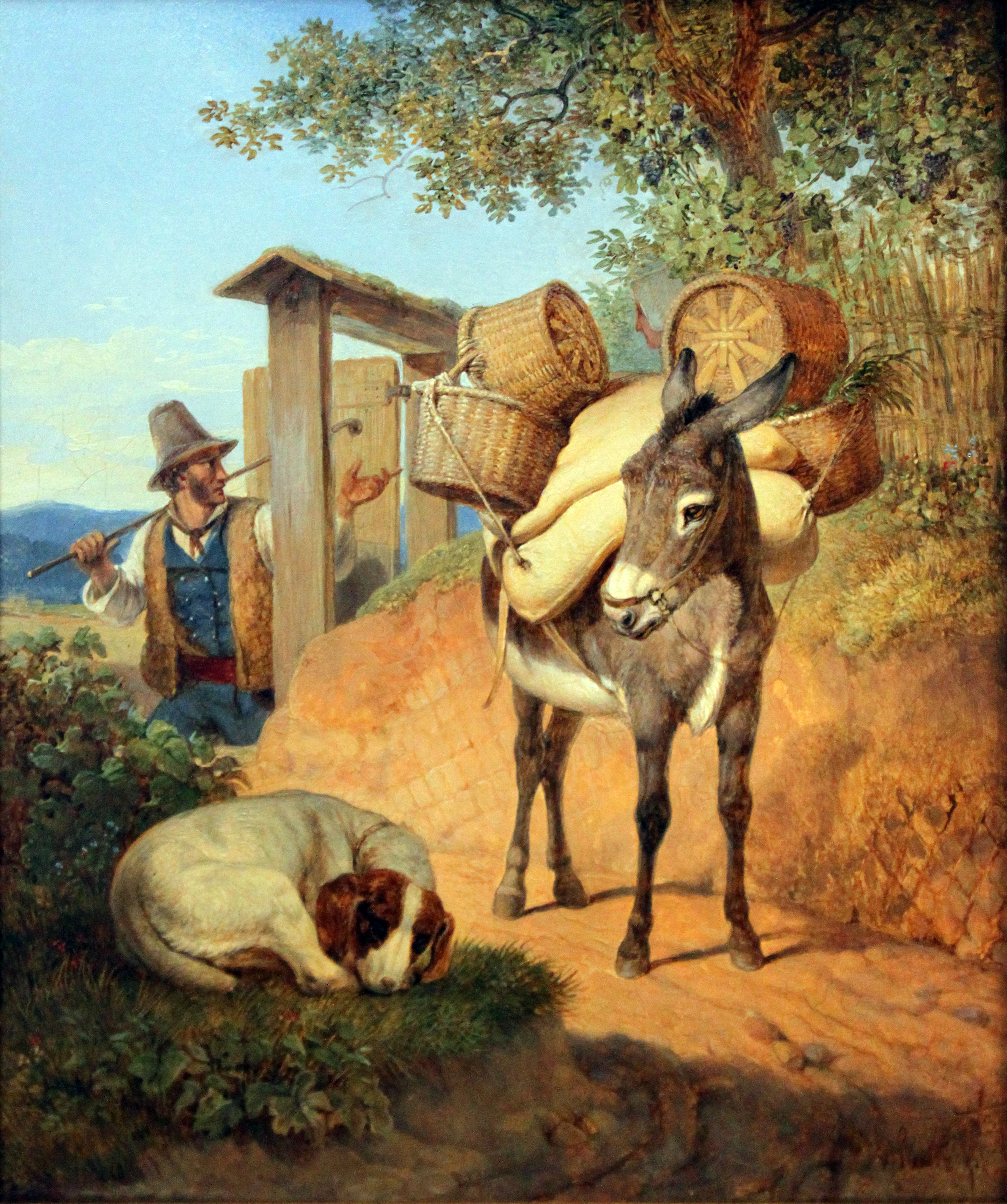
Esel, Hund und Treiber, 1831, Germanisches Nationalmuseum Nürnberg

Seine Gemälde zeigen richtige Zeichnung, namentlich der Staffage; das Landschaftliche wusste er nicht minder trefflich zu behandeln. Die nach seiner Rückkehr aus Griechenland vollendeten Ölgemälde stehen seinen früheren nach; sie sind flüchtiger behandelt, etwas trocken und unharmonisch, wohl weil er sich bestrebte, die hohen Farbentöne der griechischen Landschaft wiederzugeben. Dagegen zeigen einige neuere ländliche Genrebilder wieder die frühere Harmonie und Schönheit des Tons; die treffliche Charakteristik war ihm ohnedies geblieben. Seine meisten Werke befinden sich in den Sammlungen der königlichen Familie.

## Ehrungen
In Ingolstadt trägt das Kavalier Heydeck der Landesfestung Ingolstadt seinen Namen. (Trotz eines Befehls von König Ludwig I., der angeordnet hatte, Heideck, wie seinerzeit bei der kgl. bayerischen Armee üblich, mit i zu schreiben, hat später die Militärverwaltung und die Stadt Ingolstadt den Namen Heydeck mit y geschrieben).

## Namensgeber für Straßen
Nach Karl Heideck wurde 1900 in München im Stadtteil Neuhausen (Stadtbezirk 9 - Neuhausen-Nymphenburg) die Heideckstraße benannt (Erstnennung). Lage 
Weitere Orte mit einer Heideckstraße sind:
- Heideckstraße in Neuburg an der Donau, Lage[5]
- Heideckstraße in Deining, Oberpfalz, Lage[6]
- Heideckstraße in Krefeld, Lage[7]

## Familie
Er heiratete 1833 Caroline Binder (1806–1838); mit ihr hatte er einen Sohn und eine Tochter, Caroline Heidegger (1833–1902).